# Барыбинка
Барыбинка — деревня в Тульской области России.
В рамках административно-территориального устройства входит в состав Медвенского сельского округа Ленинского района, в рамках организации местного самоуправления входит в городской округ город Тула.

## География
Деревня находится в центральной части Тульской области, в зоне хвойно-широколиственных лесов, в пределах северо-восточной части Среднерусской возвышенности, к югу от автодороги Р132, на расстоянии примерно 8 километров (по прямой) к северо-востоку от города Тулы, административного центра округа и области. Абсолютная высота — 196 метров над уровнем моря.

### Климат
Климат характеризуется как умеренно континентальный, с умеренно холодной снежной зимой и относительно тёплым летом. Среднегодовая многолетняя температура воздуха составляет +3,7 — +4,2 °С. Средняя температура воздуха самого холодного месяца (января) — −10 °C (абсолютный минимум — −42 °C), средняя температура самого тёплого (июля) — +18,4 °С (абсолютный максимум — +38 °C). Вегетационный период длится в среднем 180 дней. Среднегодовое количество атмосферных осадков составляет 545 мм, из которых большая часть (около 70 %) выпадает в тёплый период. Снежный покров держится в течение 135 дней. В течение года в розе ветров преобладают ветры юго-западных и западных направлений. Скорость их колеблется в пределах от 3,2 до 4,8 м/с.

### Часовой пояс
Деревня Барыбинка, как и вся Тульская область, находится в часовой зоне МСК (московское время). Смещение применяемого времени относительно UTC составляет +3:00.

## Население
| 2010 |
| ---- |
| 27   |

### Национальный состав
Согласно результатам переписи 2002 года, в национальной структуре населения русские составляли 92 % из 26 чел.

## Туризм
3 июня 2012 года в деревне была заложена церковь в честь святого апостола Андрея Первозванного, освящение которой состоялось 14 января 2015 года. В марте 2018 года настоятель Ватопедского монастыря на Афоне архимандрит Ефрем передал в дар храму Священный потир, который является копией Священного потира из часовни Священого пояса Богородицы. Рядом с церковью освящен и благоустроен источник в честь преподобных Оптинских старцев, который на протяжении многих лет является официальным местом проведения крещенских купаний.

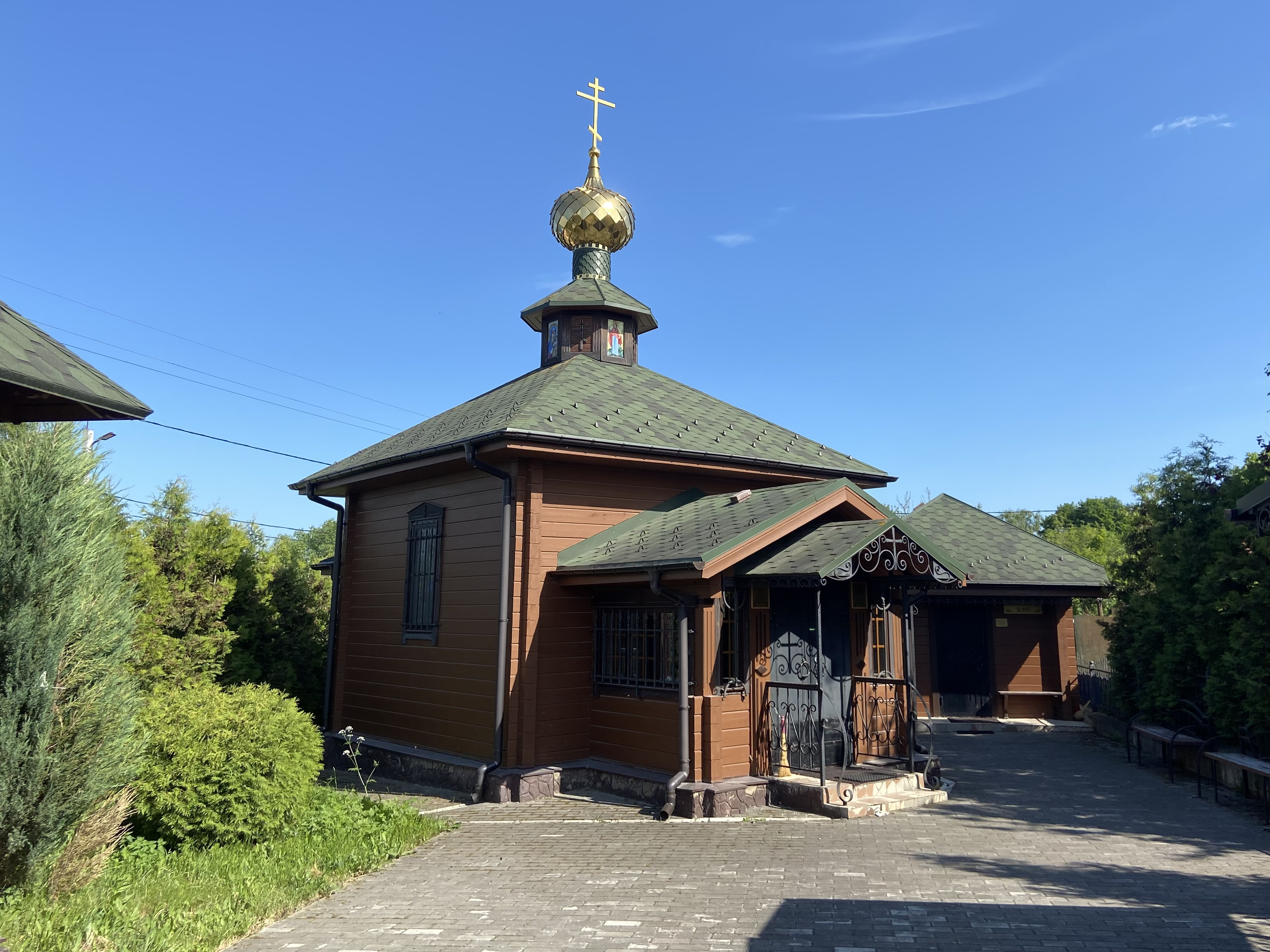
Церковь Андрея Первозванного
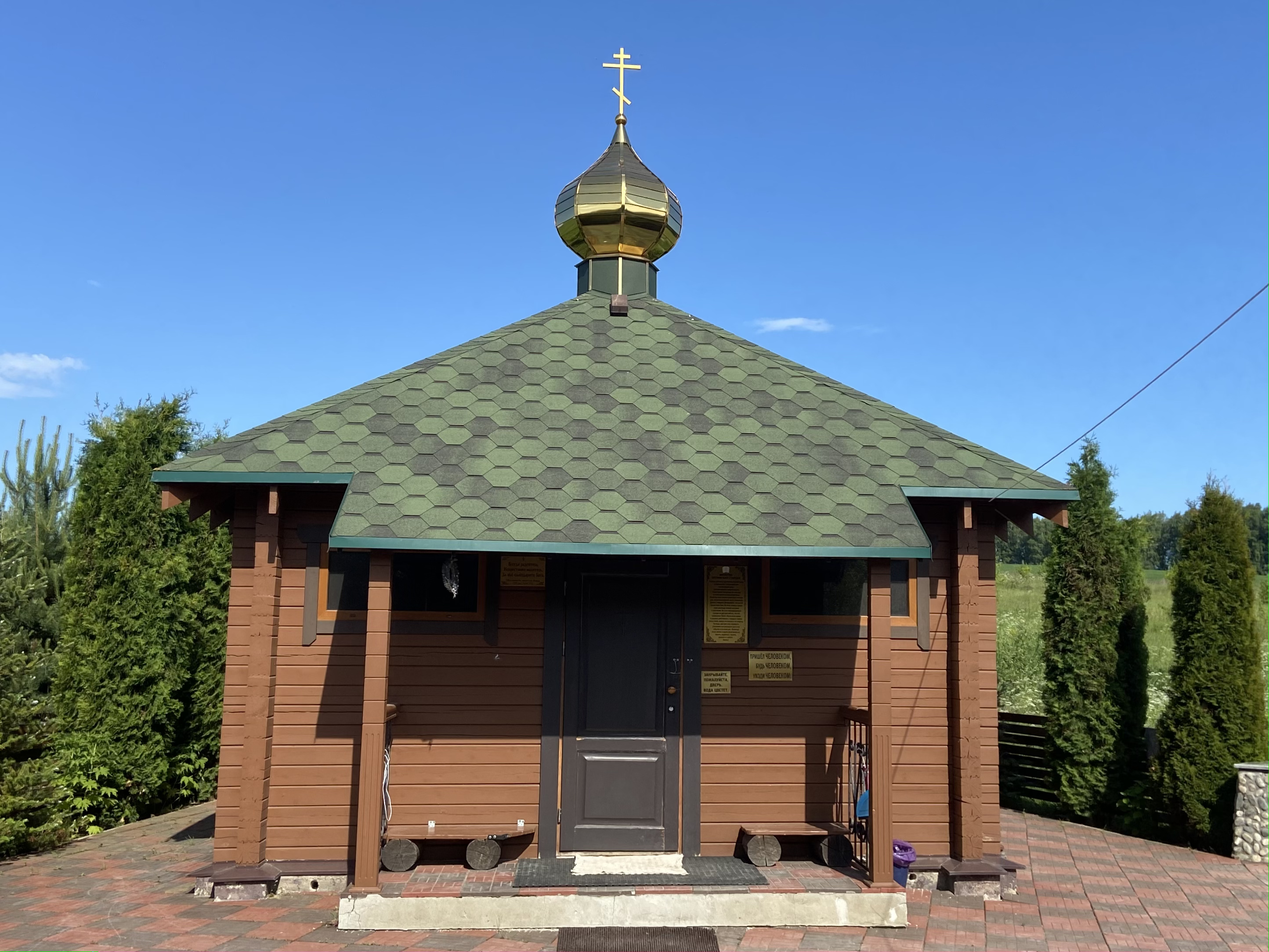
Купель в честь Оптинских старцев